# Дижон-7
Дижон 7-й кантон (фр. Dijon  7e  Canton) — кантон во Франции, находится в регионе Бургундия. Департамент кантона — Кот-д’Ор. Входит в состав округа Дижон. Население кантона на 2006 год составляло 23 445 человек.
Код INSEE кантона — 2141. Всего в кантон Дижон 7-й кантон входит 1 коммуна — Дижон 7-й кантон.